# Oelitsa Koejbysjeva
Oelitsa Koejbysjeva (Russisch: Улица Куйбышева; "Koejbysjevstraat") is een van de hoofdstraten in de Russische stad Jekaterinenburg. De straat start bij de Moskovskaja oelitsa in het westen en eindigt bij het spoorwegstation Sjartasj in het zuidoosten.

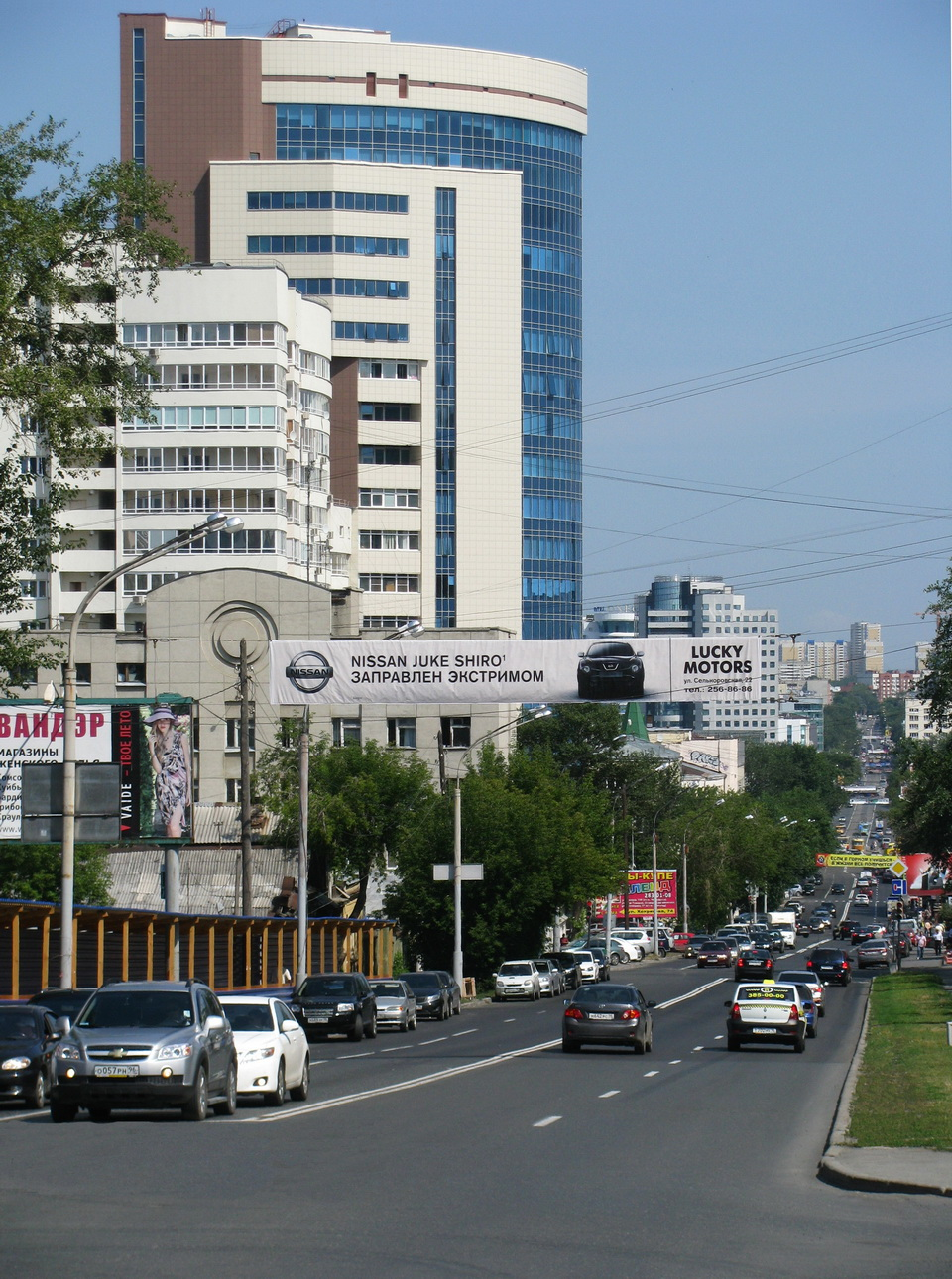
Oelitsa Koejbysjeva, 2012

De straat is vernoemd naar de Russische revolutionair, sovjetpoliticus en Rode-Legercommandant tijdens de Russische Burgeroorlog, Valerian Koejbysjev.
Aan de oelitsa Koejbysjeva ligt het Duitse consulaat op nr. 44.